# Korija
Korija est un village croate appartenant à la municipalité de Virovitica et situé dans le comitat de Virovitica-Podravina.

## Démographie
En 2021, la population était de 648 habitants.